# Saint-Martin-le-Vieux
Saint-Martin-le-Vieux is een gemeente in het Franse departement Haute-Vienne (regio Nouvelle-Aquitaine) en telt 759 inwoners (1999). De plaats maakt deel uit van het arrondissement Limoges.

## Geografie
De oppervlakte van Saint-Martin-le-Vieux bedraagt 17,5 km², de bevolkingsdichtheid is 43,4 inwoners per km².
De onderstaande kaart toont de ligging van Saint-Martin-le-Vieux met de belangrijkste infrastructuur en aangrenzende gemeenten.

## Demografie
Onderstaande figuur toont het verloop van het inwonertal (bron: INSEE-tellingen).

## Algemeen
Saint-Martin-le-Vieux is een boerengemeente met ca. 800 inwoners en meerdere traditionele 19e-eeuwse boerderijen.
De kerk is gemengd romaans-gotisch met een gewelf en zijkapellen uit de 15e eeuw. De kerk bezit twee 18e-eeuwse reliekschrijnen, 19e-eeuws schilderijen van Sint Leonardus met zijn ketenen en van Maria met het kind Jesus.
Op het kerkhof zijn veel graven traditiegetrouw versierd met porseleinen plaquettes.